# 亞布盧尼夫卡 (科爾孫-舍甫琴柯夫斯基區)
49°24′43″N 31°10′3″E / 49.41194°N 31.16750°E
亞布盧尼夫卡（烏克蘭語：Яблунівка）是位於烏克蘭中部的村莊，由切爾卡瑟州裡茲韋尼霍羅德卡區的斯泰布利夫市鎮負責管轄。該村處於巴昆卡河畔，海拔高度114米，2001年人口517。